# 278645 Kontsevych
278645 Kontsevych este o planetă minoră (asteroid) din centura de asteroizi. A fost descoperită pe 4 septembrie 2008 la Andrușivska astronomicina observatoria⁠(d) de Andrușivska astronomicina observatoria⁠(d) și a fost numită după Yevgen Vasylyovych Kontsevych⁠(d). 
Obiectul prezintă o orbită caracterizată de o semiaxă mare de 2,3932756738993 UAi, o excentricitate de 0,19, o înclinație de 0,9 ° în raport cu ecliptica.